# Cornuda
Cornuda es una localidad y comune italiana de la provincia de Treviso, región de Véneto, con 6.270 habitantes.

## Evolución demográfica
| Gráfica de evolución demográfica de Cornuda entre 1861 y 2001 |
|                                                               |
| Fuente ISTAT - elaboración gráfica de Wikipedia               |